# Marguerite (Kurzfilm)
Marguerite ist ein kanadisches Kurzfilm-Drama von Marianne Farley. Der Film wurde erstmals auf dem Taipei Golden Horse Film Festival am 12. November 2017 aufgeführt.
Marguerite war bei der Oscarverleihung 2019 in der Kategorie Bester Kurzfilm nominiert.

## Inhalt
Marguerite, eine Frau über 80, erfährt, dass ihre Pflegekraft Rachel lesbisch ist. Dies weckt in ihr alte unterdrückte homosexuelle Gefühle aus der Jugend, die sie schließlich ihrer Pflegerin gegenüber offenbart.

## Auszeichnungen
Der Kurzfilm gewann zahlreiche Preise, u. a. auf
dem Festival Mix Brasil (Publikumspreis „Bester internationaler Kurzfilm“),

dem KASHISH Mumbai International Queer Film Festival („Bester internationaler Kurzspielfilm“),

dem LesGaiCineMad – Madrid International LGBT Film Festival („Bester Kurzfilm“, Publikumspreise in den Kategorien „Bester Kurzfilm“ und „Bester Film einer weiblichen Regisseurin“),

dem Long Beach QFilm Festival („Bester Kurzfilm“),

dem Miami Short Film Festival („Bester Film des Festivals“),

dem Milan International Lesbian and Gay Film Festival („Bester Kurzfilm“),

dem Rhode Island International Film Festival („Bester Kurzfilm“),

dem Tampa International Gay and Lesbian Film Festival („Bester Kurzfilm“),

dem TWIST: Seattle Queer Film Festival („Bester Kurzfilm“),

dem Zinegoak Bilbao International GLT Film Festiva (Publikumspreis „Bester Kurzfilm“),

dem Festival international du cinema francophone en Acadie („Bester kanadischer Kurzfilm“),

dem FilmOut San Diego („Beste Kurzfilmhauptdarstellerin“; Publikumspreis „Beste Kurzfilmhauptdarstellerin“),

dem North Carolina Gay and Lesbian Film Festival („Bester internationaler Frauen-Kurzfilm“),

dem Provincetown International Film Festival („Bester queerer Kurzfilm“),

dem Short Shorts Film Festival & Asia („Beste internationale Hauptdarstellerin“)

dem Vancouver International Women in Film Festival („Beste Darstellerin in einem Kurzfilm“).
Marguerite war 2019 für einen Oscar in der Kategorie „Bester Kurzfilm“ nominiert.

## Rezeption
Der Film stieß auf ein positives Kritikerecho, das neben der wortkargen Darstellung, die viel über die Bilder, insbesondere die Farbgebung, kommuniziere, die anrührende, leuchtende Botschaft des Films rühmte. Jennie Kermode von Eye for Film lobte den Film als „intelligent, präzise beobachtet und unvergesslich“. Marianne Farley von OC Movie Reviews urteilte: „[In diesem Film] ist es die ältere Generation, die zu der jüngeren emporschaut, und beide werden auf originelle und durchdachte Weise verbunden“ James Lindorf von Red Carpet Crash schrieb: „Der Film hat eine wunderbare Botschaft über Hingabe und Anerkennung der eigenen Persönlichkeit, bevor es zu spät ist.“